# Thies Heinemann
Thies Heinemann (* 7. März 1971 in Hamburg) ist ein deutscher Schach-Großmeister.

## Leben

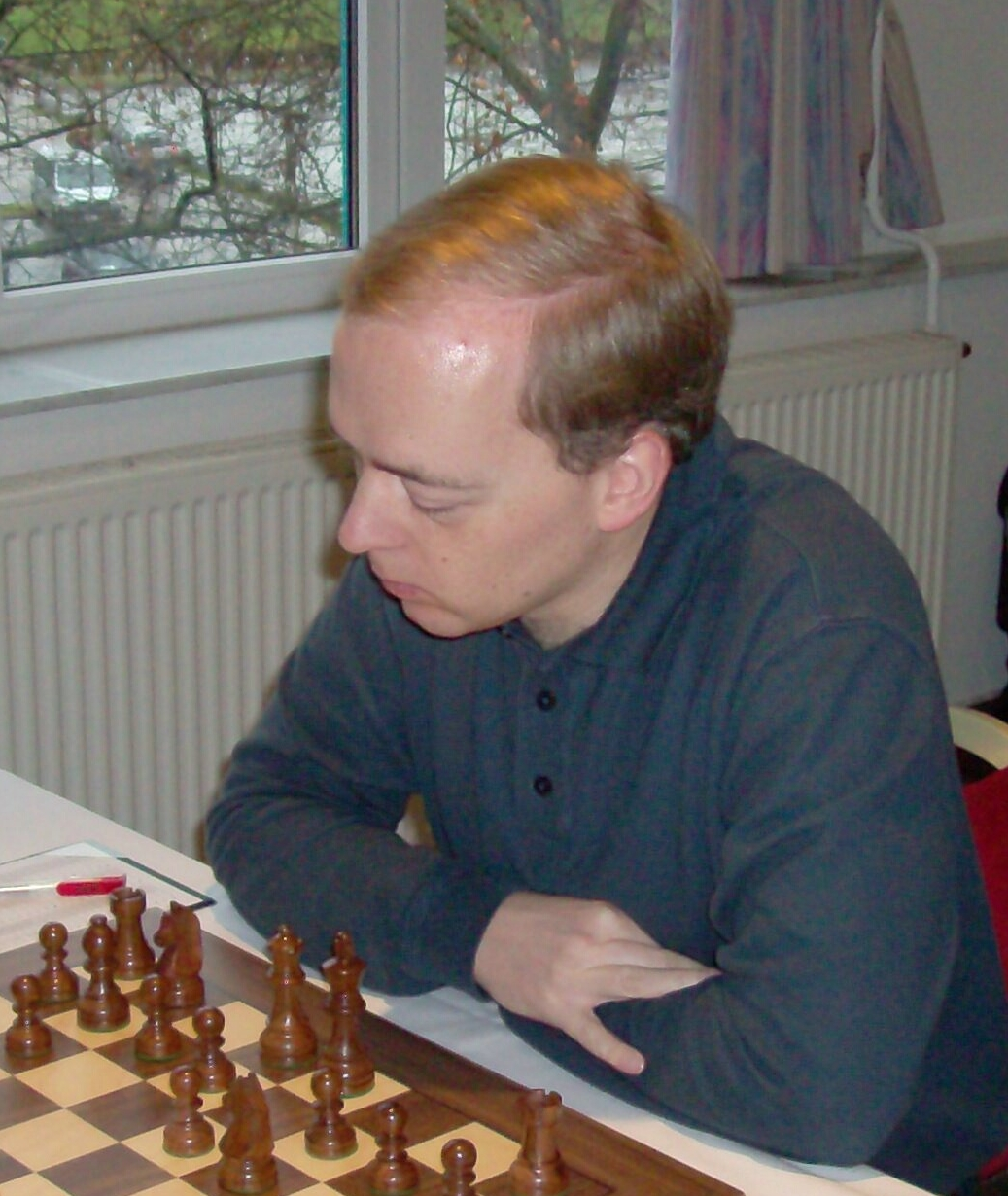
Thies Heinemann, 2007

Thies Heinemann hatte seine schachlichen Wurzeln bei der SG Glückstadt. Bereits als Jugendlicher gehörte er zu den besten Schachspielern Norddeutschlands und trat in höheren Spielklassen an. In der Saison 1988/89 spielte er beim SV Bad Schwartau in der zweiten Bundesliga, seit 1989 spielt er beim Hamburger SK in der ersten Bundesliga.
1997 wurde er von der FIDE zum Internationalen Meister ernannt.
Thies Heinemann konnte sich viermal für die Deutsche Einzelmeisterschaft qualifizieren, sein bestes Resultat war ein dritter Platz 2004 in Höckendorf. Darüber hinaus gewann er 2003 den Dähne-Pokal.
Er gilt auch als starker Blitzspieler und wurde 1997 deutscher Blitzmeister.
Aufgrund seiner beruflichen Tätigkeit als Mathematiker bestreitet Thies Heinemann außer den Bundesligapartien kaum Turniere.
Heinemann erfüllte in der Bundesliga 1997/98, bei der deutschen Einzelmeisterschaft 2004 und in der Bundesliga 2006/07 drei Normen für den Titel des Großmeisters (GM), eine Ernennung erfolgte aber zunächst nur unter dem Vorbehalt, dass er eine Elo-Zahl von mindestens 2500 erreicht. Dies gelang Heinemann im März 2018, so dass er seitdem den GM-Titel trägt.